# Acompanhamento (música)

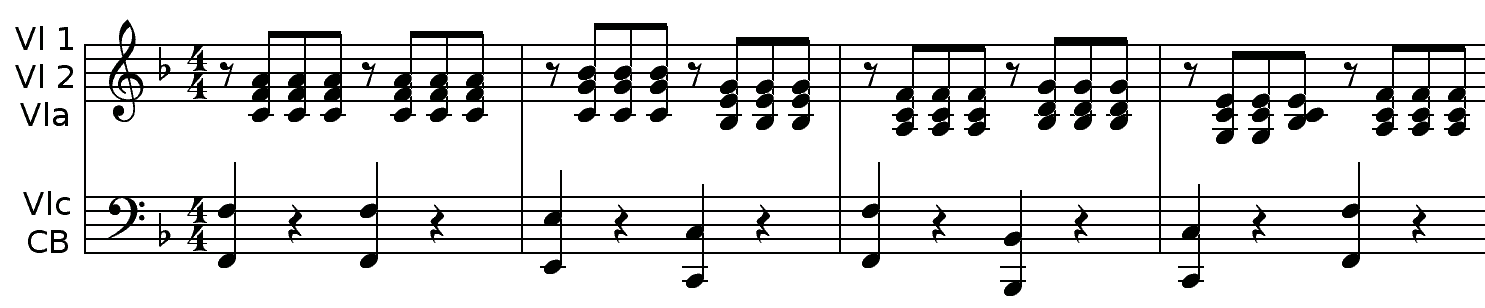
Um típico padrão de acompanhamento de um concerto ou ária de Mozart.

Em música, acompanhamento é um conjunto de sons adicionado ao solo ou peça. Acompanhamentos são aquelas partes de uma composição independentes da principal e que produzem efeitos que não seriam atingidos sem eles, são subservientes e não podem obscurecer nem sobrepor a parte principal. 